# Milkau (Erlau)
Milkau ist ein Ortsteil der Gemeinde Erlau im sächsischen Landkreis Mittelsachsen. Er entstand am 1. Januar 1952 durch Zusammenschluss von Großmilkau, Kleinmilkau und Schönfeld zur Gemeinde Milkau. Am 1. Januar 1999 wurde die Gemeinde Milkau, bestehend aus ihren Ortsteilen Milkau (Groß- und Kleinmilkau, Schönfeld), Naundorf (mit Gepülzig und Neugepülzig) und Sachsendorf (mit Theesdorf und Obstmühle) mit der Gemeinde Erlau zu einer neuen Gemeinde namens Erlau zusammengeschlossen.
Groß- und Kleinmillkau sind Stammsitz des meißnisch-osterländischen Adelsgeschlechts derer von Milkau.

## Geographie

### Geographische Lage und Verkehr
Milkau liegt im Westen der Gemeinde Erlau. Der Crossener Bach trennt Milkau in einen nördlichen Teil (Großmilkau ⊙) und einen südlichen Teil (Kleinmilkau⊙, Neumilkau⊙ und Schönfeld⊙). Die nordwestliche Ortsflur begrenzt der Aubach, der bei Stöbnig in die Zwickauer Mulde mündet. Die südliche Ortsflur begrenzt der Naundorf-Schönfelder Bach, der westlich von Großmilkau in den Crossener Bach mündet. Zu Großmilkau werden neben dem Hauptort noch die westlich gelegenen Siedlungsteile Obergraben und Untergraben gezählt.

### Nachbarorte
| Sachsendorf mit Obstmühle, Theesdorf | Arras                                       |                         |
| Gröbschütz                           | Kompassrose, die auf Nachbargemeinden zeigt | Crossen (Niedercrossen) |
|                                      | Naundorf mit Gepülzig                       |                         |

## Geschichte
Groß- und Kleinmilkau gelten als der Stammsitz des meißnisch-osterländischen Adelsgeschlechts derer von Milkau. Im Jahr 1233 ist ein Cesarius de Milcowe als Zeuge bei der Gründung von Kloster Geringswalde urkundlich erwähnt. Seit dem Jahr 1378 ist die Unterscheidung der Orte in Großmilkau (Milkow magnum, Millekow maior) und Kleinmilkau (Milkow parvum, Milkow minor, Kleyn-Milgkaw) belegt.

### Großmilkau

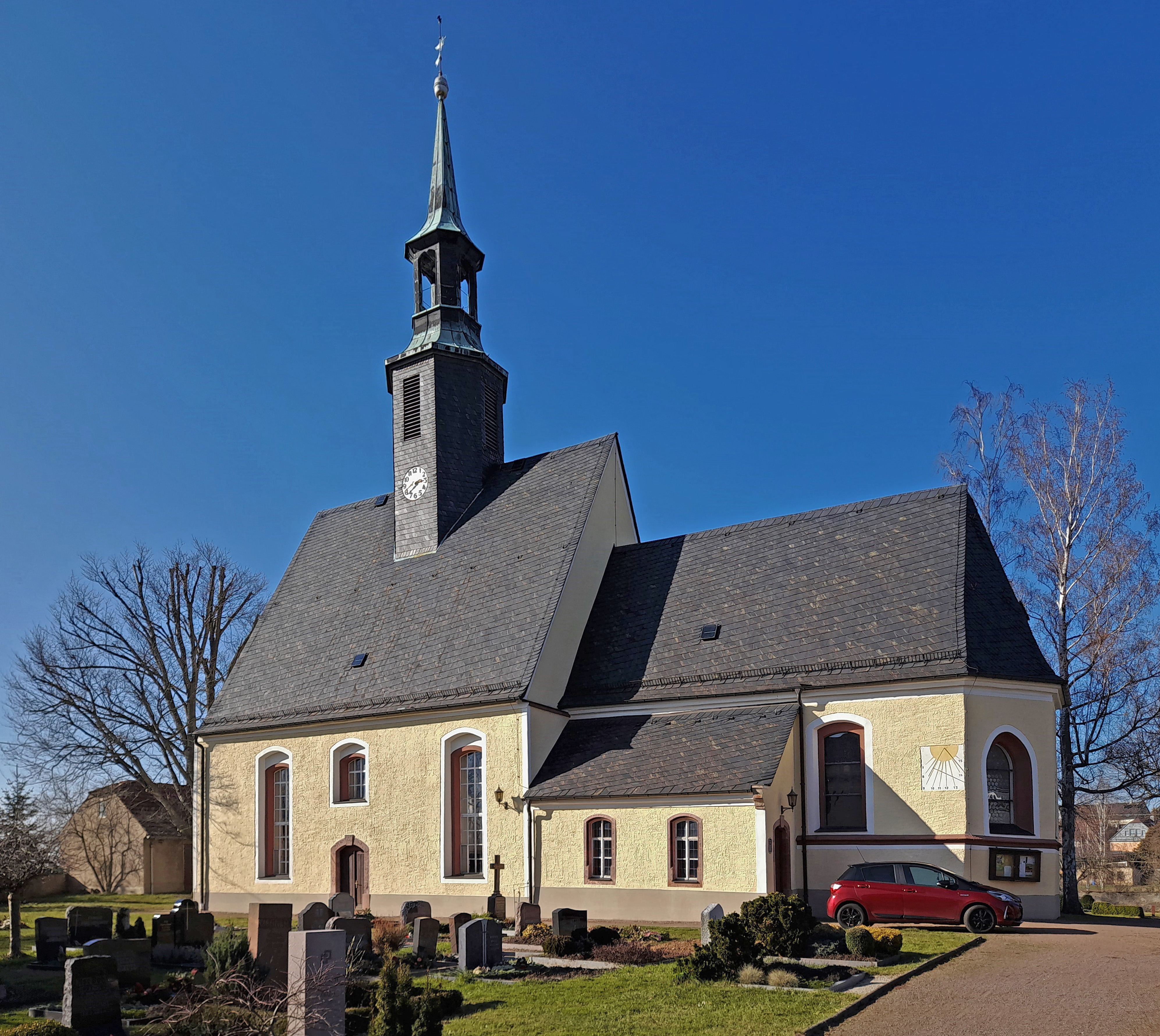
St. Martinskirche Großmilkau (2023)

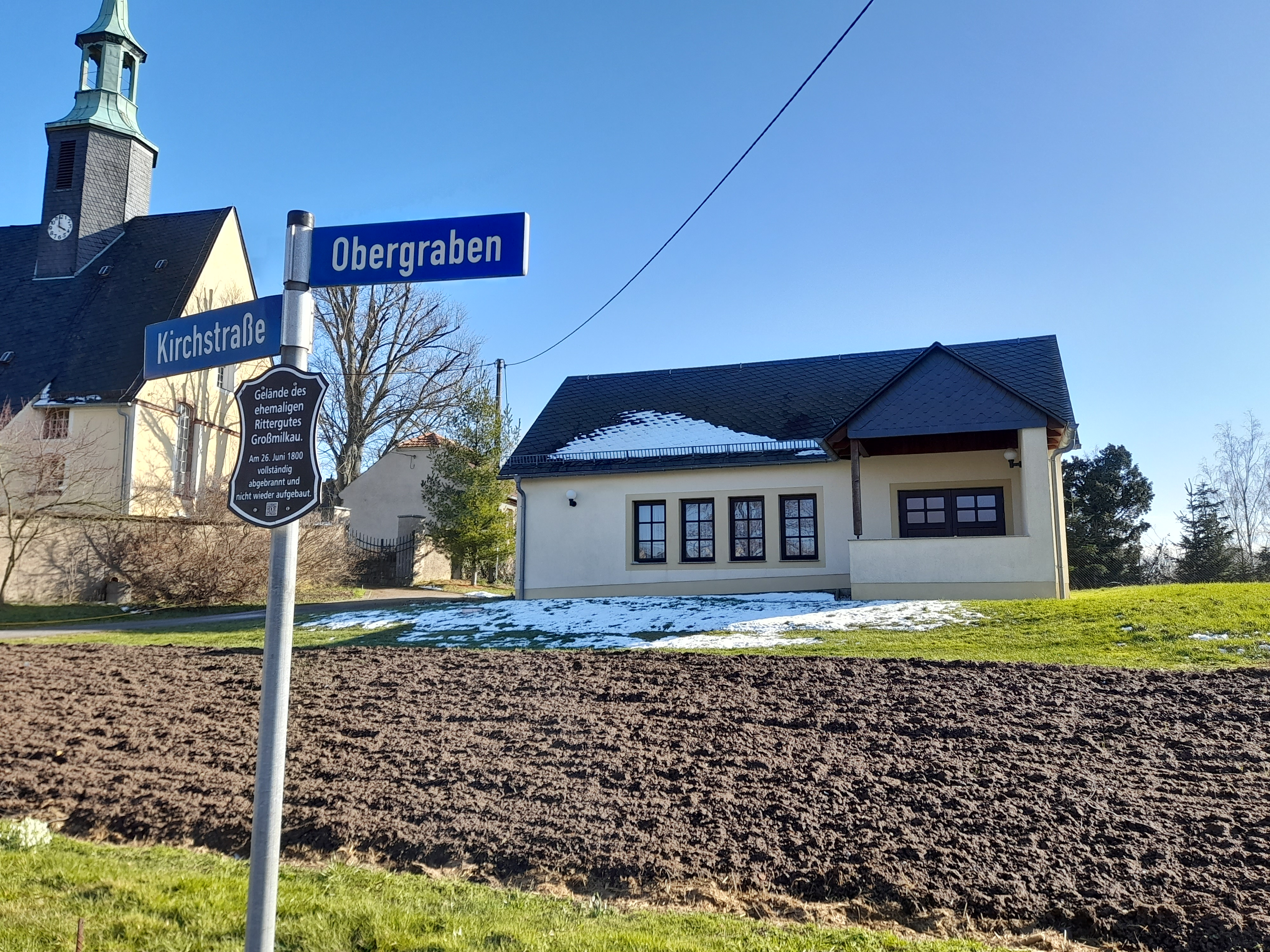
Ehemaliger Standort des Ritterguts Großmilkau

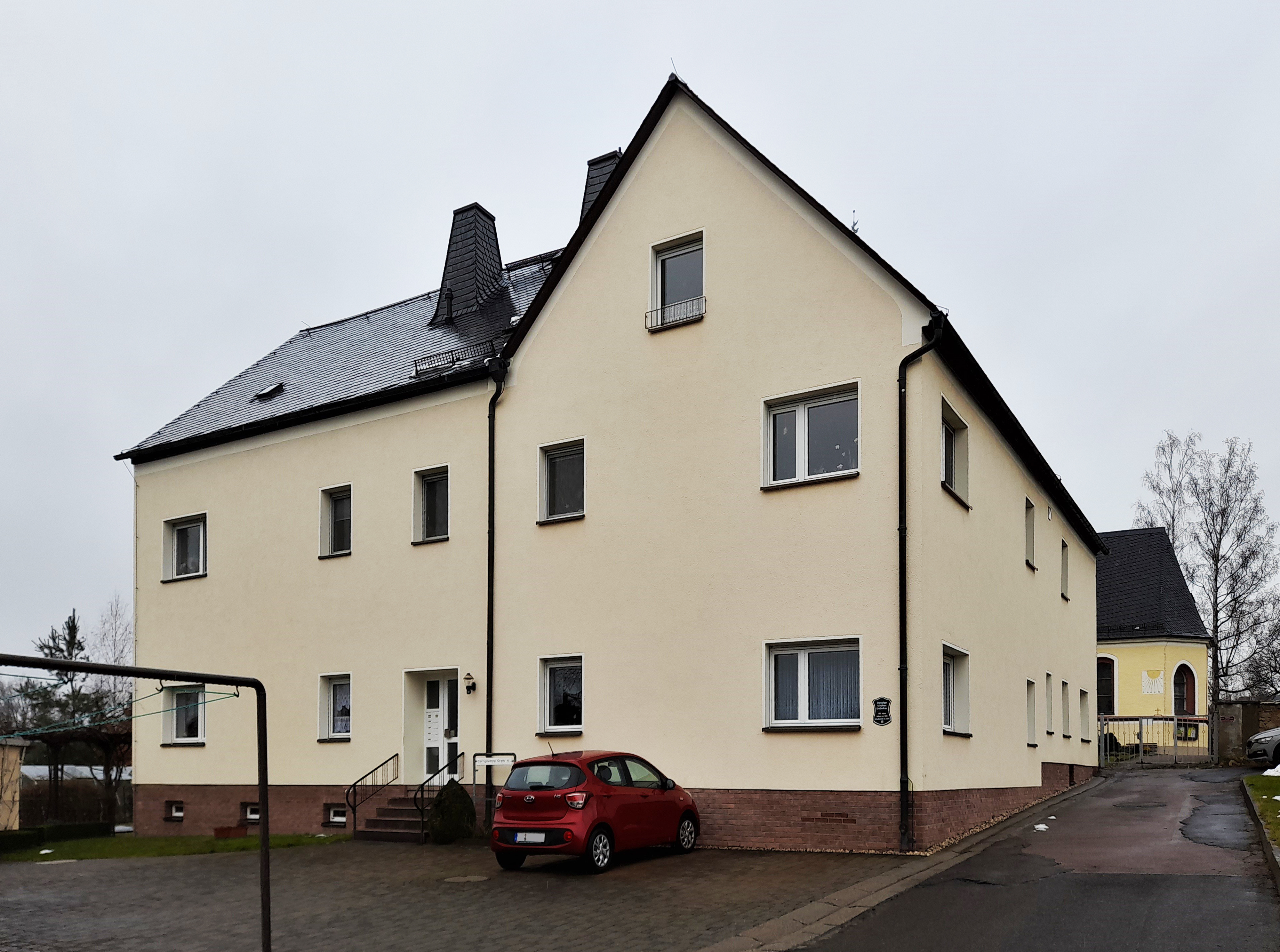
Ehemalige Schule Großmilkau

Für Großmilkau ist mit der urkundlichen Erwähnung des Frisco de Milcowe im Jahr 1302 die Existenz eines Herrensitzes im Ort nachgewiesen. Als Stammsitz derer von Milkau blieb das Gut in Großmilkau bis ins 18. Jahrhundert im Familienbesitz.
Der Ort Großmilkau wurde um 1350 als Milkow, Milkowe erwähnt. Seit 1378 wurde Großmilkau (Milkow magnum, Millekow maior) von Kleinmilkau unterschieden. Die dem Heiligen Martin geweihte Kirche von Großmilkau gab es vermutlich schon seit 1346 als eigenständige Pfarrkirche. Die Herren von Milkau als Grundherren waren vermutlich auch die Erbauer der Großmilkauer Kirche. Schriftliche Belege für die Existenz des Gotteshauses sind erst für die Zeit um 1500 bekannt, als im Jahr 1497 auf Wunsch des Caspar von Milckau auf Kleinmilkau die Trennung der Filialkirche zu Crossen von der Mutterkirche in Großmilkau dokumentiert wurde. Aus der Zeit um 1500 stammt auch der älteste erhaltene Teil der Kirche, die Apsis. Ein Brand im Jahre 1616 zerstörte die Großmilkauer Kirche sowie das daneben liegende Pfarrhaus und das Rittergut Großmilkau fast vollständig. Ein Wiederaufbau erfolgte im Jahr 1618. Die Herren von Milkau waren neben der Erbauung der St. Martinskirche auch für die Errichtung der ersten Schule in Großmilkau verantwortlich, deren Schulinspektor der jeweilige Ortspfarrer war. Während sich die Besitzer der Gutsherrschaften Großmilkau, Kleinmilkau und Gepülzig Hauslehrer für ihre Kinder hielten, waren die Kinder von Groß-, Klein- und Neumilkau, Schönfeld, Gepülzig, Naundorf, Zschauitz der zu Gröbschütz gehörigen Fichtenmühle angehalten, die Schule von Großmilkau zu besuchen.
Die Grundherrschaft über Großmilkau übte das sich einst neben der Kirche befindliche Rittergut Großmilkau aus, welches auch der Stammsitz der Herren von Milkau war. Neben dem Ort Großmilkau gehörte zeitweise auch Zschaagwitz zur Grundherrschaft Großmilkau. Ein Brand versetzte am 26. Juni 1800 das Rittergut Großmilkau und den halben Ort in Schutt und Asche. Das Rittergut Großmilkau wurde nicht wieder aufbaut. Nachdem der letzte Besitzer des Ritterguts Großmilkau, Friedrich Wilhelm Nikolaus von Milckau, im Jahr 1801 verstarb, wurden die zum Rittergut Großmilkau gehörigen Ländereien an Carl Christoph von Arnim verkauft. Im Jahr 1837 ging der Besitz an Johann Gottfried Rose, welcher im Jahr 1833 bereits das Rittergut Kleinmilkau erworben hatte. Die Bewirtschaftung erfolgte seitdem vom Rittergut Kleinmilkau aus.
Großmilkau gehörte bis in die Mitte des 19. Jahrhunderts zum kursächsischen bzw. königlich-sächsischen Amt Rochlitz. Bei den im 19. Jahrhundert im Königreich Sachsen durchgeführten Verwaltungsreformen wurden die Ämter aufgelöst. Dadurch kam Großmilkau im Jahr 1856 unter die Verwaltung des Gerichtsamts Rochlitz und 1875 an die neu gegründete Amtshauptmannschaft Rochlitz. Im Jahr 1842 wurde in Großmilkau ein neues Schulgebäude für die Kinder aus Großmilkau und der umliegenden Orte errichtet, welches 1883 um einen Anbau erweitert wurde. Für die Schüler aus Naundorf, Gepülzig und Neugepülzig wurde 1889 ein eigenes Schulgebäude in Naundorf errichtet. Im Jahr 1950 wurde aus dem Gebäude in Großmilkau eine Zentralschule für die Kinder der umliegenden Ortschaften gebildet. Allerdings gelangte das Gebäude mit seinen fünf Klassenräumen für über 200 Schüler bereits an seine Kapazitätsgrenze, sodass nach einer Lösung zur Unterbringung der Schüler gesucht werden musste.

### Kleinmilkau mit Neumilkau

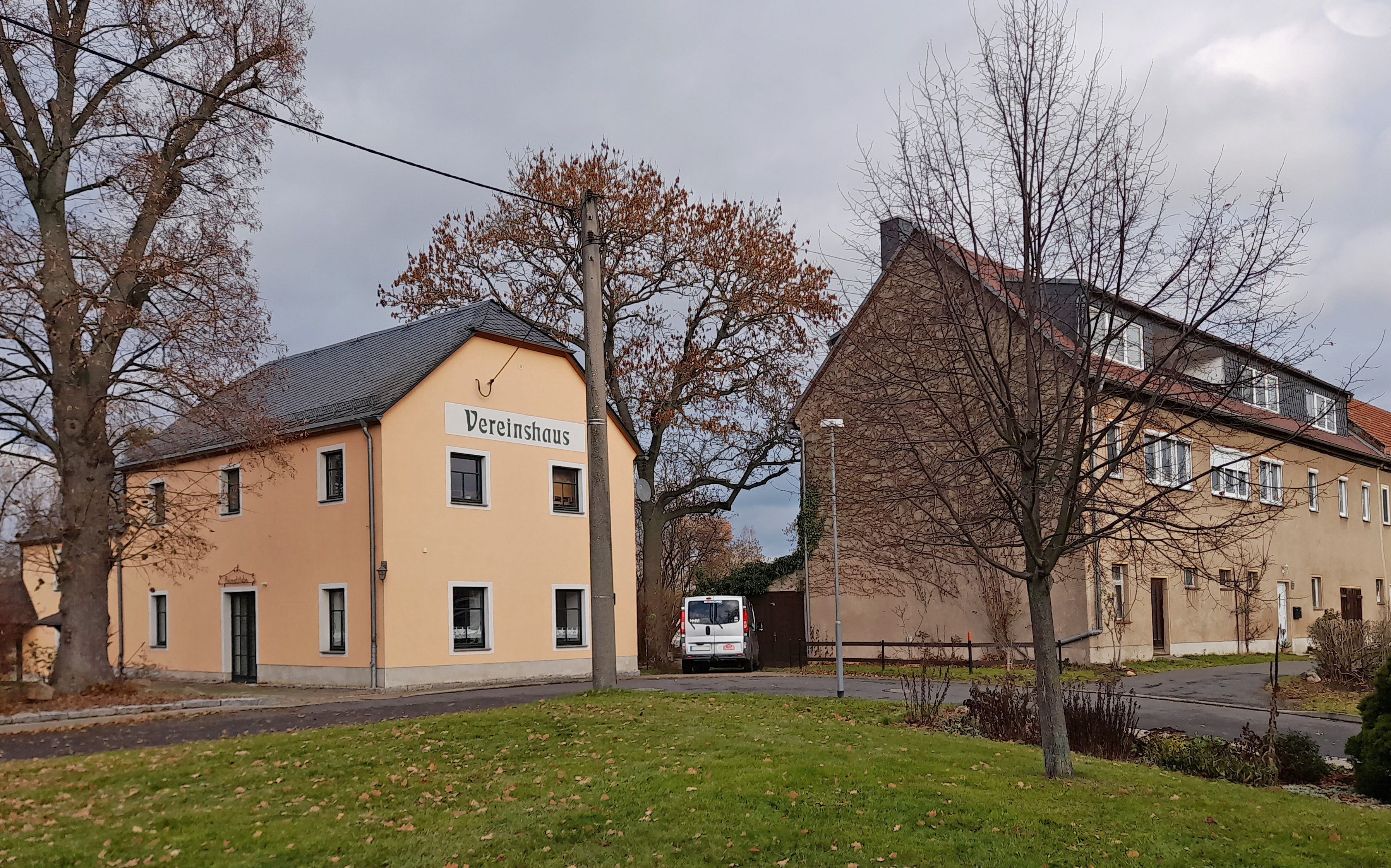
Ehemalige Brennerei (heute:Vereinshaus) und Wirtschaftsgebäude des Ritterguts Kleinmilkau

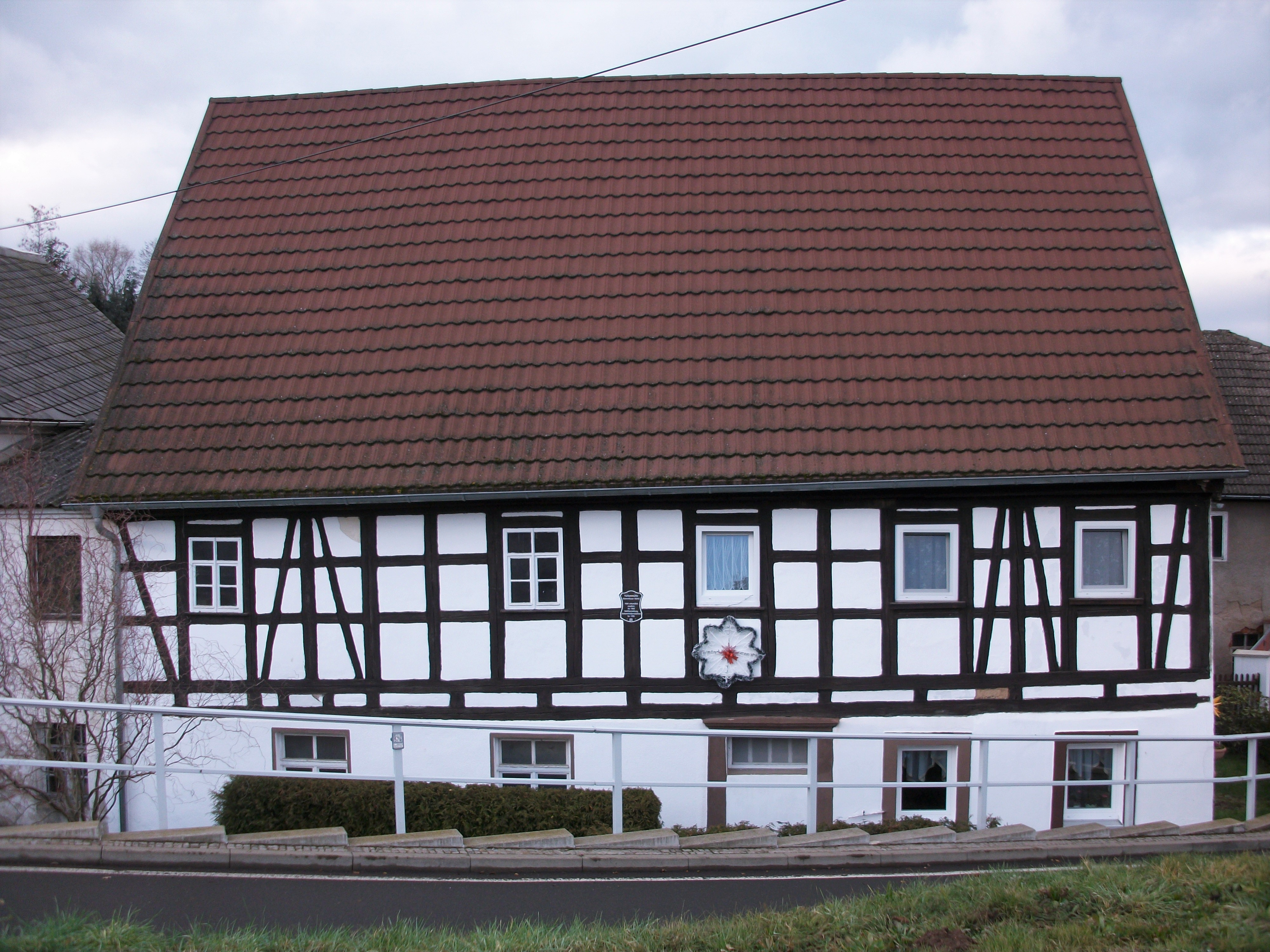
Kleinmilkauer Mühle / Funkenmühle (Milkau)

Kleinmilkau wurde im Jahr 1378 als Milkow parvum, Milkow minor bzw. als Kleyn-Milgkaw erwähnt. Die Grundherrschaft über den Ort übte das im Ort ansässige Rittergut Kleinmilkau aus, welches wie Großmilkau ursprünglich den Herren von Milkau gehörte. Im Jahr 1679 ging es an die Familie Alnpeck und von diesen im Jahr 1710 an die Familie von Schlieben. Im Jahr 1752 kam das Rittergut Kleinmilkau an den Mittweidaer Bürgermeister Johann Gottfried Lorenz und danach im Erbgang an dessen Sohn Johann Gottfried Freiherr von Lorenz und anschließend an von Lorenz‘ Schwiegersohn Christian Gottfried Heinrich von Nitzschwitz. Im Jahr 1815 kam das Rittergut Kleinmilkau an von Nitzschwitzs Schwiegersohn, Karl Friedrich August Freiherr von Keller auf Kitzscher, von welchem es der Ökonomierat Johann Gottfried Rose aus Penig im Jahr 1833 kaufte. Nachdem Rose im Jahr 1837 auch den Gutsbesitz von Großmilkau erworben hatte, wurden beide Rittergüter von Kleinmilkau aus verwaltet.
Zur Grundherrschaft Kleinmilkau gehörte auch die 1791 als Neu Milckau erwähnte Siedlung Neumilkau in der östlichen Ortsflur von Kleinmilkau. Der 1799 genannte Name Lehdenhäuser findet sich bis heute in der Straßenbezeichnung Lehde wieder.
Kleinmilkau mit Neumilkau gehörte wie Großmilkau bis in die Mitte des 19. Jahrhunderts zum kursächsischen bzw. königlich-sächsischen Amt Rochlitz. Im Jahr 1856 kam der Ort unter die Verwaltung des Gerichtsamts Rochlitz und 1875 an die neu gegründete Amtshauptmannschaft Rochlitz.  Kleinmilkau und Neumilkau sind seit jeher nach Großmilkau gepfarrt.
Das Rittergut Kleinmilkau ging im Jahr 1880 an den Kaufherren und Fabrikanten Alfred Winkler aus Rochlitz. Nach dessen Tod im Jahr 1911 übernahm sein Sohn, der Rechtsanwalt und Notar Willy Winkler das Anwesen. Er besaß es mit seiner Familie bis zur Enteignung im Zuge der Bodenreform in der Sowjetischen Besatzungszone ab 1945. In dieser Zeit verstarb Winkler. Seine Frau wurde mit ihren beiden Töchtern kurz vor Weihnachten 1945 aus Kleinmilkau ausgewiesen und von einer Bekannten in Rochlitz aufgenommen. Das Ackerland des Ritterguts wurde in Parzellen zu 5 bis 6 ha an landarme, ansässige Einheimische und an Flüchtlingsfamilien aus Schlesien und Ostpreußen verteilt. Da für diese als Neubauern bezeichneten Personen der zugedachte eigene Wohnraum im Ort nicht zur Verfügung stand, erfolgte zur Beschaffung des Baumaterials der vollständige Abriss der folgenden drei Hauptgebäude des Kleinmilkauer Ritterguts:
- Wohnhaus (Herrenhaus) an der Westseite: erhalten blieb nur eine Außenmauer um den dahinter befindlichen Park
- Ostseite des Gutshofs mit mehreren Scheunen, einem Dachreiter als Turm mit vier Zifferblättern und zwei Schlagglocken
- Unterkellertes Wirtschaftsgebäude an der Südseite mit den Pferdeställen

Die erhalten gebliebenen Gebäude des Ritterguts wurden in späterer Zeit von der LPG genutzt. Das heutige Milkauer Vereinshaus wurde bis 1945 als Brennerei genutzt. Zur Zeit der DDR beherbergte es einen Kindergarten und eine Arztpraxis, zeitweise auch Klassenräume und eine Sparkasse. Nach 1990 wurde das Gebäude als Vereinshaus eingerichtet. Das Wirtschaftsgebäude wurde hingegen zum Wohnhaus umgebaut.

### Schönfeld

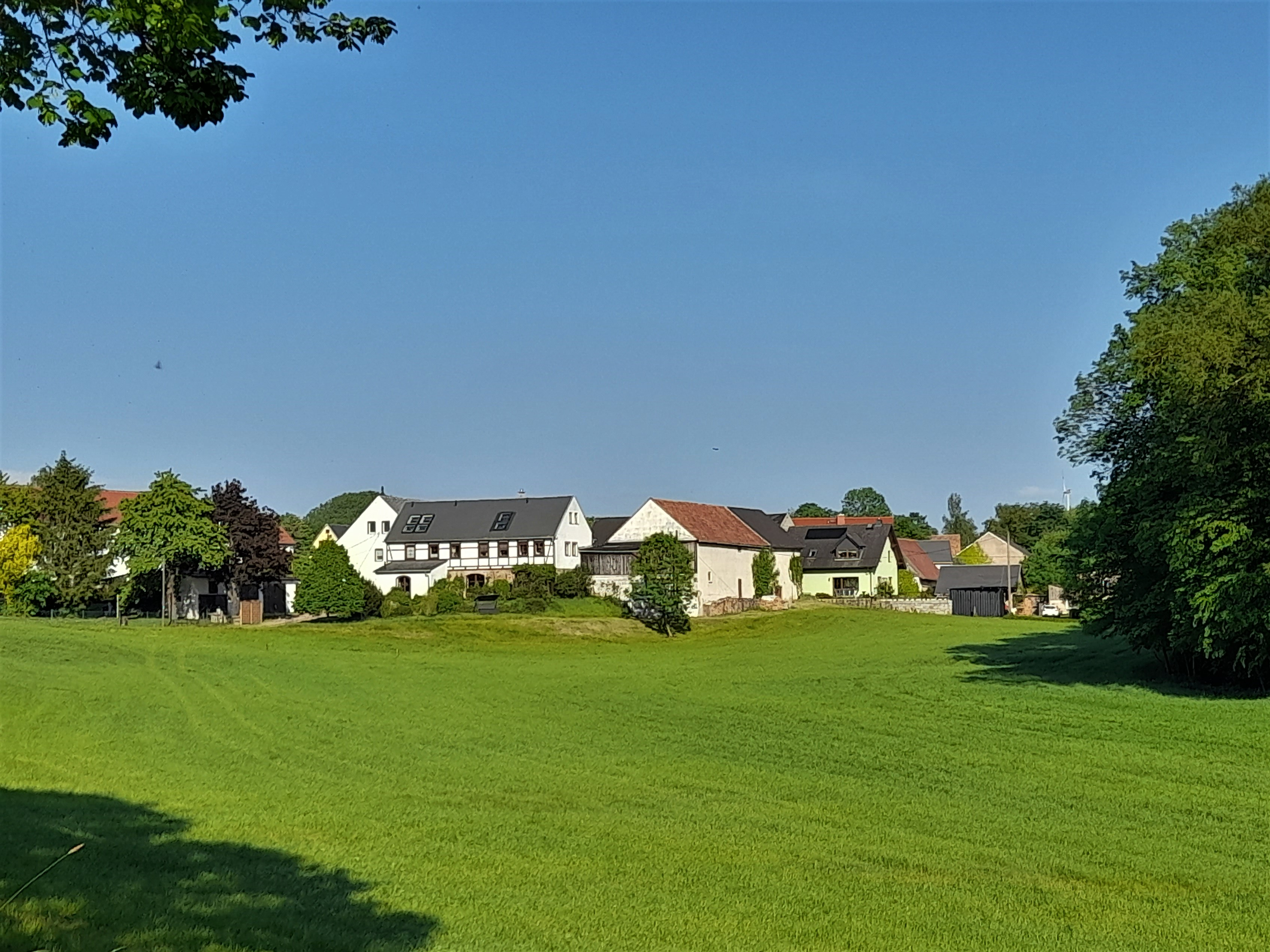
Blick auf Schönfeld (Milkau)

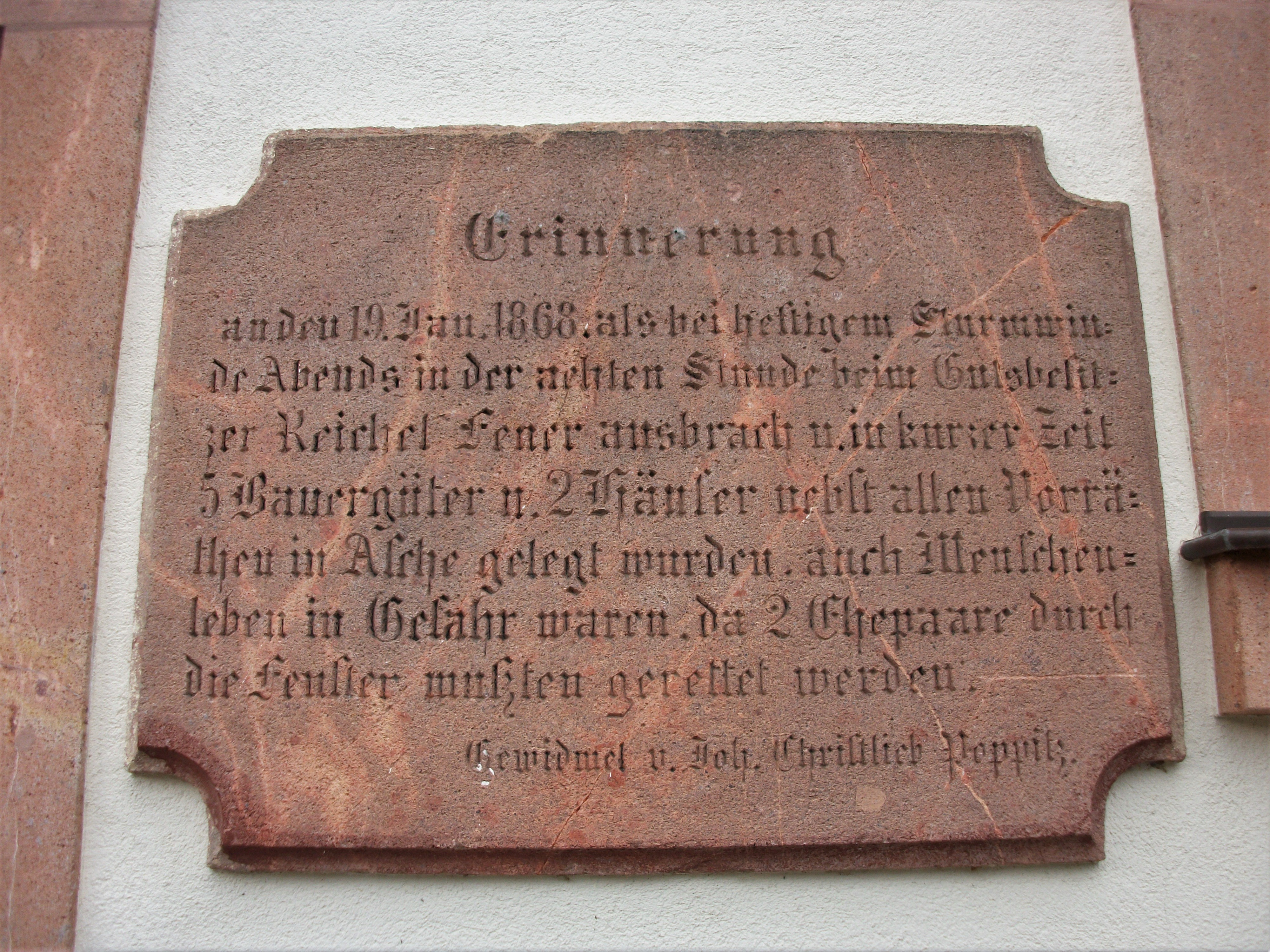
Schönfeld (Milkau), Schönfelder Straße 27a, Infotafel Ortsbrand 1868

Schönfeld wurde im Jahr 1350 als Schonenvelt erwähnt. Die Grundherrschaft über den Ort lag um 1548 bei der Pfarre Ebersdorf. Um 1764 bis in die Mitte des 19. Jahrhunderts war Schönfeld Amtsdorf im kursächsischen bzw. königlich-sächsischen Amt Rochlitz. Im Jahr 1856 kam der Ort unter die Verwaltung des Gerichtsamts Rochlitz und 1875 an die neu gegründete Amtshauptmannschaft Rochlitz. Schönfeld ist seit jeher nach Großmilkau gepfarrt. Am 19. Januar 1868 vernichtete ein mutwillig gelegter Brand fünf Bauerngüter und zwei Häuser in Schönfeld. Glücklicherweise konnten alle Bewohner gerettet werden.

### Milkau

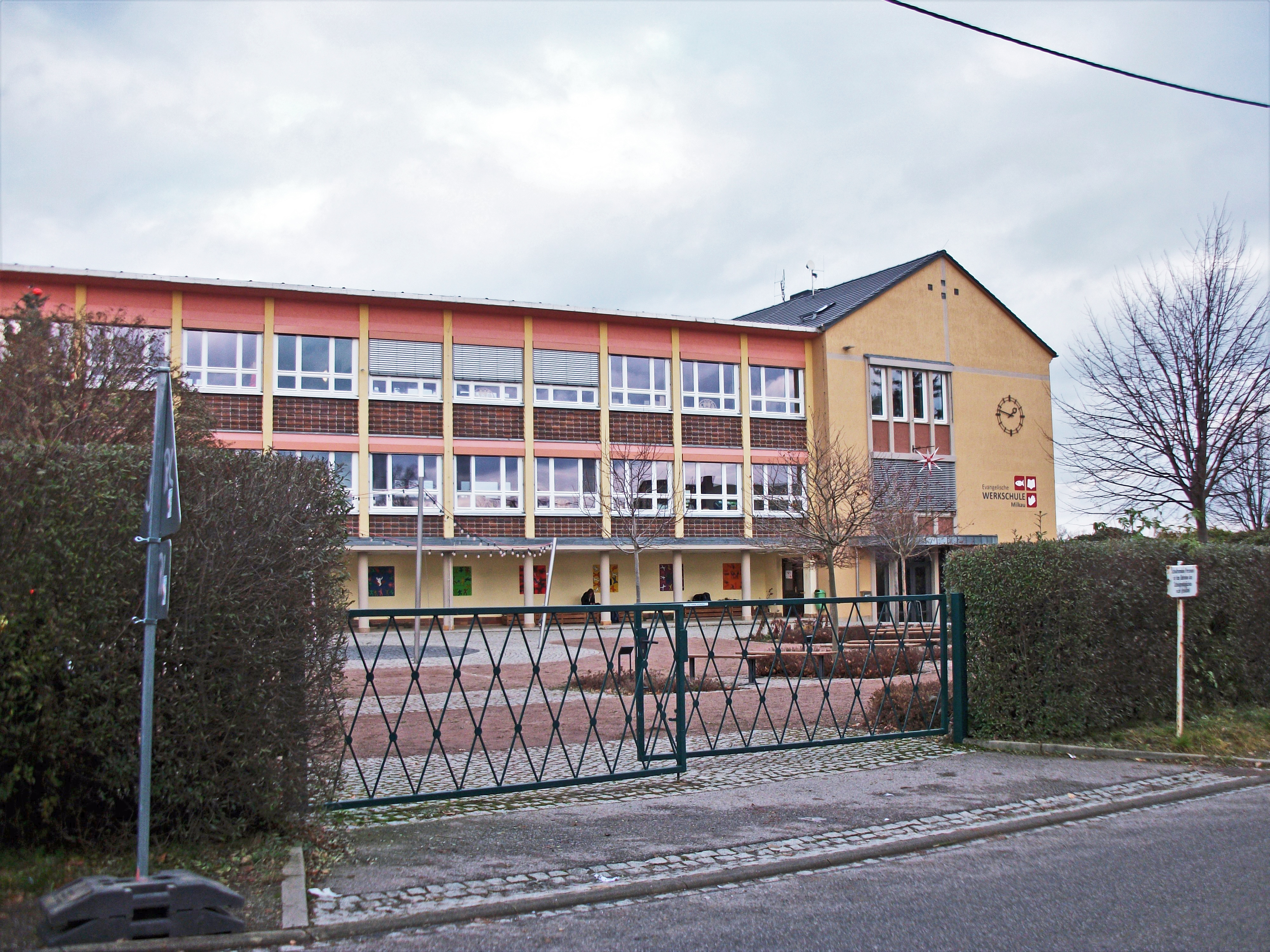
Evangelische Werkschule Milkau

Die Gemeinde Milkau entstand am 1. Januar 1952 durch Zusammenschluss der drei Orte Großmilkau, Kleinmilkau (mit Neumilkau) und Schönfeld. Durch die zweite Kreisreform in der DDR im Jahr 1952 wurde die Gemeinde Milkau dem Kreis Rochlitz im Bezirk Chemnitz (1953 in Bezirk Karl-Marx-Stadt umbenannt) angegliedert. Die Gemeinde Naundorf mit Gepülzig und Neugepülzig wurde am 1. März 1963 nach Milkau eingemeindet.
Seit 1953 gab es beim Rat des Kreises Rochlitz/Abteilung Volksbildung Beratungen zur Angelegenheit des Schulneubaus in Milkau, da das bisherige Gebäude in Großmilkau an seiner Kapazitätsgrenze angelangt war. Hinzu kam, dass aufgrund des schlechten hygienischen Zustands im Jahr 1956 zwei Klassenräume gesperrt werden mussten. Im Juni 1957 begannen die Bauarbeiten eines neuen Schulgebäudes westlich von Kleinmilkau und nördlich von Schönfeld. Nach der Eröffnung der neuen 10-klassigen Zentralschule Milkau am 1. Mai 1959 wurde der Schulbetrieb im Gebäude in Großmilkau eingestellt. Nach der Schließung der Theesdorfer Schule im Jahr 1968 besuchten auch die Theesdorfer und Sachsendorfer Schüler die Zentralschule in Milkau. Diese erhielt im Jahre 1969 den Namen „Fritz-Heckert-Oberschule“. Infolge der politischen Wende 1989/90 wurde die Polytechnische Oberschule in Milkau 1991 in eine Mittelschule umgewandelt. Das Sportlerheim in Großmilkau entstand im Jahr 1962 aus Baumaterialien, die beim Abbruch der Gepülziger Mühle gewonnen wurden.
Die Gemeinde Milkau gehörte seit 1990 zum sächsischen Landkreis Rochlitz, der 1994 im neu gebildeten Landkreis Mittweida und 2008 im Landkreis Mittelsachsen aufging. Die Gemeinde Sachsendorf mit Obstmühle und dem Ortsteil Theesdorf wurde am 1. Januar 1994 nach Milkau eingemeindet. Durch den Zusammenschluss der Gemeinden Erlau und Milkau am 1. Januar 1999 wurden Milkau, Naundorf, Neugepülzig, Sachsendorf und Theesdorf zu Ortsteilen der Gemeinde Erlau. Die Ortslagen Großmilkau, Kleinmilkau, Neumilkau, Schönfeld und Gepülzig wurden hingegen am 1. Juli 2002 als Gemeindeteil gestrichen.
Aufgrund sinkender Schülerzahlen wurde in der Mittelschule Milkau im Schuljahr 2006/2007 erstmals keine Zweizügigkeit mehr erreicht, weshalb fortan keine 5. Klasse mehr gebildet werden durfte. Nachdem die Schule zum Schuljahresende 2008/2009 als staatliche Bildungseinrichtung geschlossen werden musste, eröffnete sie im darauffolgenden Schuljahr als Evangelische Werkschule Milkau in freier Trägerschaft.

## Kultur und Sehenswürdigkeiten

### Milkauer Schalmeien
Im Jahr 1959 wurde in Milkau eine Musikkapelle gegründet, welche heute unter dem Namen „Milkauer Schalmeien e.V.“ bekannt ist.

### Kulturdenkmale
- Für die Kulturdenkmale des Ortes siehe die Liste der Kulturdenkmale in Milkau.
- St. Martinskirche Großmilkau[30]